# アリダード

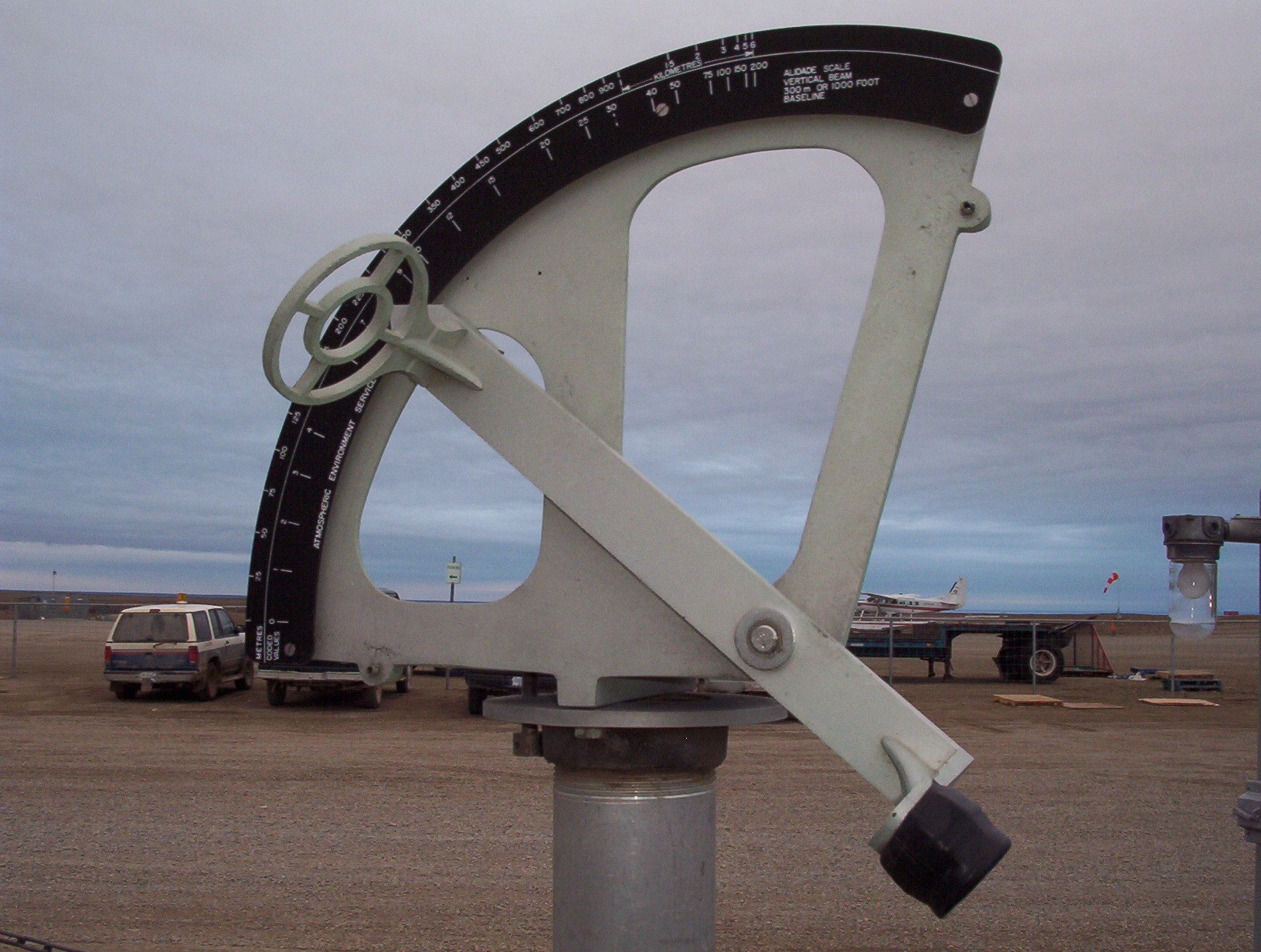

アリダード（alidade、日本名：示方規）とは、平板測量に使う機器であり、平板上に置いて、目標地点を見て方向を決めるのに使う。

## 概要
アリダードは、定規・3ヶ所の視準孔・後視準板・視準糸・前視準板・分画目盛があり、測板に載せて、目標に立てたポールを25cm程度の木製定規に視準板を付け、方位・傾斜を定め、巻尺で測定した目標点までの距離を所定の縮尺で図上にプロットするための機器である。また、平板上に地図・間接的に距離・高低差を求めることが可能である。

## 構造

### 後視準板
中央が引き出せ、引き出し板には3ヶ所の視準孔があり、一定の目盛が付けられている。また、引き出せるのは、目標の俯角・仰角の状態でも視準が可能にするためである。

### 前視準板
長方形の枠の中に視準糸を通して目標を視準する。後視準板にも同様の目盛が付けられており、高低差と距離を求めることが可能である。

### 定規
本体の斜面に縮尺目盛の定規が取り付けてあり、また、この目盛は取り替えることが可能であり、100分の1・300分の1・500分の1などの縮尺目盛を取り付けることで、巻尺で測定した距離を即図上にプロットすることが可能である。

## 特徴
間接的な水準測量・距離測量は、精度は劣るが、迅速に測量が可能であることから、地図作成において、山間部などで精度を考慮しながら、適宜使い分けることが必要である。